# 薬事承認
薬事承認（やくじしょうにん）とは、医薬品、医療機器等の品質、有効性及び安全性の確保等に関する法律第14条に基づき医薬品等について医薬品医療機器総合機構が有効性や安全性を審査したのちに、厚生労働省薬事分科会の答申を経た上で、厚生労働大臣が承認することである。
一定の要件を満たす画期的な新薬などについて、開発早期段階から優先的に承認審査を行うことで迅速な実用化を図る先駆け審査指定制度が、有効な治療法のない疾患に対する医薬品で患者数が少ないなどの理由で臨床試験を行うことが困難なものや臨床試験データを集めるのに長期間を要するものに対応する医薬品条件付き早期承認制度が、緊急かつ他に適当な方法がない場合に日本と同等水準の承認制度を持つ国で先行して製造販売が認められた医薬品等を通常よりも簡略化された手続きで承認可能な特例承認制度が、パンデミックやバイオテロなどの緊急時に国民の生命や健康に重大な影響を与える恐れがある病気の蔓延を防ぐために必要な医薬品や医療機器を対象に、他に代替手段がなく、安全性が確認されており、かつ有効性が推定される段階で特例承認制度よりも簡略化された手続きで承認可能な緊急承認制度が規定されている。